# Prix accolade
Pour les articles homonymes, voir Accolade (homonymie).
Le Prix {accolade} est un prix littéraire québécois. Ce prix en littérature jeunesse a vu le jour en 2023 afin de récompenser les créatrices et créateurs d’un album illustré abordant les thèmes tels que la diversité, l’inclusion et le droit à l’autodétermination de toute personne. [source secondaire souhaitée]’’une valeur de 2 000 dollars, le prix est remis conjointement par l’UQAM et Bibliothèques et Archives nationales du Québec (BAnQ) lors d’un gala à la Grande Bibliothèque, Le jury, composé d'enfants de 6 à 13 ans, a procédé à la sélection d’un album gagnant dans le cadre d’un camp littéraire estival, organisé conjointement par des étudiantes en enseignement en adaptation scolaire et sociale de l’UQAM, l'organisme La Relance Jeunes et Familles et BAnQ.

## Lauréats
2023 - Mathilde Perrault-Archambault, Drôles de zèbres
2024 -  Anthony Antoniou, Le gros problème de Noah